# Bevantolol
Bevantololul este o moleculă din clasa beta-blocantelor și a fost un candidat pentru a fi utilizat în tratamentul hipertensiunii arteriale și al anginei pectorale. În prezent nu este utilizat clinic.